# Ciopovîci
Ciopovîci (în ucraineană Чоповичі) este o așezare de tip urban din raionul Malîn, regiunea Jîtomîr, Ucraina. În afara localității principale, mai cuprinde și satele Prîstanțiine și Strîmivșcîna.

## Demografie
Componența lingvistică a așezării de tip urban Ciopovîci
     Ucraineană (98,06%)
     Rusă (1,72%)
     Alte limbi (0,18%)
Conform recensământului din 2001, majoritatea populației așezării de tip urban Ciopovîci era vorbitoare de ucraineană (98,06%), existând în minoritate și vorbitori de rusă (1,72%).